# Zantedeschia aethiopica
La calla (Zantedeschia aethiopica (L.) Spreng., 1826) è una pianta erbacea appartenente alla famiglia delle Aracee.

## Etimologia
L'epiteto specifico aethiopica, è un riferimento alla zona d'origine di questa specie ma non sta ad indicare l'attuale Etiopia; infatti nei secoli scorsi questo termine indicava, in modo generico, il Sud del mondo allora conosciuto, ovvero la zona a sud di Egitto e Libia.

## Descrizione
È una pianta perenne sempreverde dotata di un rizoma oblungo, di grandi dimensioni, con foglie basali largamente sagittate e piccioli < 9 dm, infiorescenze primaverili, solitarie, di colore bianco, composte da una lunga spata a forma d'imbuto, e da uno spadice biancastro eretto, fiori monoici.

## Distribuzione e habitat
Questa pianta è originaria di Sudafrica, Lesotho e Swaziland. È molto tossica sia per umani sia per animali e cresce in altezza fino ad un metro. Predilige aree umide ed ombrose con abbondanza d'acqua. Z. aethiopica è naturalizzata nell'Europa meridionale e nell'Europa occidentale e lungo la costa nord della California.